# Strandvialsfly
Strandvialsfly Athetis lepigone är en fjärilsart som beskrevs av Heinrich Benno Möschler 1860. Strandvialsfly ingår i släktet Athetis och familjen nattflyn, Noctuidae. Arten har livskraftiga, (LC) populationer i både Sverige och Finland. En underart finns listad i Catalogue of Life, Athetis lepigone fennica Nordmann, 1928.